# Atopomorpha
Atopomorpha é um gênero de traça pertencente à família Arctiidae.